# Дом Менцендорфа
Дом Менцендорфа в Риге — памятник архитектуры XVII—XVIII веков. Расположен на улице Грециниеку, д. 18. Первоначально — жилой дом; в настоящее время — филиал музея истории Риги и мореходства.

## История
Здание было построено в сентябре 1695 года как жилой дом с магазином на первом этаже.
В доме находилась вторая старейшая в Риге аптека. По легенде, именно здесь в 1762 году рижский аптекарь Абрахам Кунце впервые приготовил легендарный Рижский бальзам. 
В 1884 году дом приобрёл рижский купец Аугуст Менцендорф (нем. August Mentzendorff (1821—1901)) и до 1939 года в здании жила семья Менцендорфов, по имени которых дом получил своё название.
В советское время в доме были оборудованы меблированные апартаменты. С 1981 года проводилась реконструкция здания. В 1992 году дом Менцендорфа получил статус музея.
В музее создана экспозиция повседневной жизни и традиций рижан.